# Cabezuela del Valle
Cabezuela del Valle là một đô thị trong tỉnh Cáceres, Extremadura, Tây Ban Nha. Theo điều tra dân số 2005 (INE), đô thị này có dân số là 2173 người.
40°11′B 5°48′T / 40,183°B 5,8°T